# Cycnia oregonensis
Cycnia oregonensis är en fjärilsart som beskrevs av Richard Harper Stretch 1874. Cycnia oregonensis ingår i släktet Cycnia och familjen björnspinnare. Inga underarter finns listade i Catalogue of Life.